# Emily Haber
Pour les articles homonymes, voir Haber.

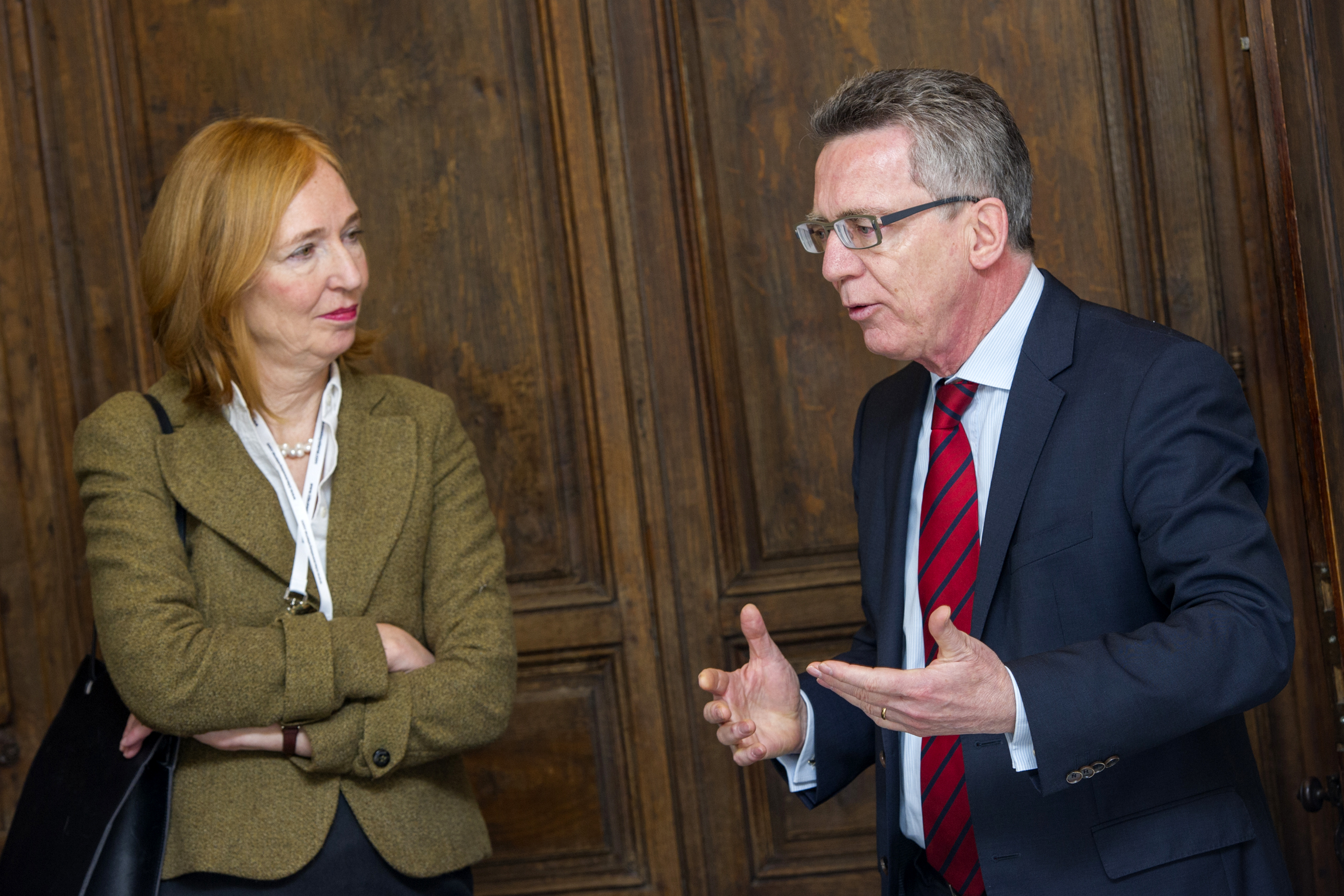
Emily Haber avec Thomas de Maizière, ministre de l'Intérieur sous Angela Merkel.

Emily Margarethe Haber, née en 1956 à Bonn, est une diplomate allemande. Elle occupe le poste de secrétaire d'État de 2011 à 2018, d'abord à l'Office des Affaires étrangères de 2011 à 2013 puis au ministère fédéral de l'Intérieur de 2014 à 2018.
De 2018 à 2023, elle est ambassadrice de la République fédérale d'Allemagne aux États-Unis.

## Biographie

### Origines
Emily Habern, née Oncken, est la fille du diplomate Dirk Oncken, ancien chef du personnel de planification au ministère des Affaires étrangères et ambassadeur en Grèce, en Inde et en Turquie.

### Parcours universitaire
Elle étudie l'histoire à l'université de Cologne et soutient une thèse de doctorat sous la direction d'Andreas Hillgruber, intitulée : Panthersprung nach Agadir: Die deutsche Politik während der zweiten Marokkokrise 1911 (en français : "Le saut de la panthère à Agadir : la politique allemande pendant la deuxième crise marocaine de 1911", non traduit). Ce doctorat porte sur le coup d'Agadir et plus spécialement sur la politique étrangère allemande pendant cette crise marocaine,. Brièvement, ce coup d'Agadir est un incident militaire et diplomatique qui a lieu en 1911, entre la France et l'Allemagne, provoqué par l'envoi d'une canonnière allemande dans la baie d'Agadir, la SMS Panther. Il s'inscrit dans la rivalité des impérialismes européens pour le partage de l'Afrique et la mise en tutelle du Maroc précolonial.

## Carrière

### Service extérieur: Moscou et Ankara
Après avoir rejoint le service extérieur, elle travaille comme consultante au département de l'Union soviétique du ministère fédéral des Affaires étrangères, comme consultante politique à l'ambassade d'Allemagne à Moscou. Elle rejoint l'ambassade d'Allemagne à Ankara en tant qu'attachée culturelle et comme chef de cabinet adjointe. Elle est ensuite employée au département parlementaire du ministère fédéral des Affaires étrangères à Bonn. De 1999 à 2002, elle travaille à l'ambassade d'Allemagne à Moscou, d'abord en tant que cheffe du département économique, puis comme cheffe du département politique.

### Division du ministère sur l'OSCE
De 2002 à 2006, elle est cheffe de la division de l'OSCE (Organisation pour la Sécurité et la Coopération en Europe) au ministère fédéral des Affaires étrangères à Berlin. Elle est aussi représentante pour la prévention des conflits et la gestion des crises dans le cadre euro-atlantique. S'ensuit d'un poste de représentante pour l'Europe du Sud-Est et la Turquie de 2006 à 2009.

### UE-3 et nucléaire iranien
De 2009 à 2011, elle est directrice politique du ministère fédéral des Affaires étrangères et à ce titre, entre autres, négociatrice allemande dans les négociations de l'UE-3 sur le programme nucléaire de l'Iran. Elle aurait conseillé en vain au ministre des Affaires étrangères Guido Westerwelle d'approuver la résolution 1973 du Conseil de sécurité de l'ONU.

### Secrétaire d'État aux Affaires étrangères puis à l'Intérieur, et crise migratoire
Haber devient le 2 juillet 2011, secrétaire d'État au ministère fédéral des Affaires étrangères avec Harald Braun . Elle remplace Wolf-Ruthart Born et est notamment responsable, de la politique européenne. Du 13 janvier 2014 au 14 mars 2018, Haber occupe la fonction de secrétaire d'État au ministère fédéral de l'Intérieur, où elle est responsable des questions de sécurité, de migration et d'intégration. Ses pouvoirs de secrétaire d'État sont considérablement élargis en octobre 2015, lors de la crise migratoire. A cet égard, son témoignage devant la commission de l'intérieur du Bundestag dans l' affaire BAMF est encore attendu.

### Ambassadrice d'Allemagne aux États-Unis
Le 22 juin 2018, elle devient la première femme à diriger l'ambassade d'Allemagne à Washington, DC. Le 23 février 2019, une recherche du magazine d'information Focus révèle que Haber, en tant que secrétaire d'État à l'époque, était apparemment impliquée dans une affaire de camouflage par le gouvernement allemand en janvier 2017 pour l'attaque du marché de Noël de Berlin à l'église du Souvenir. Elle quitte son poste en juin 2023.

## Vie privée
Emily Haber est mariée au diplomate allemand Hansjörg Haber et a deux fils.

## Publications
- Emily Haber, in: Internationales Biographisches Archiv 37/2011 vom 13. September 2011, im Munzinger-Archiv (Artikelanfang frei abrufbar)